# Soester Stadtrecht
Das Soester Stadtrecht ist das erste im deutschen Raum nachweislich aufgezeichnete Stadtrecht.
Es ist überliefert in Form der alten und neuen Kuhhaut sowie der alten Schrae. Vermutlich geht das Soester Stadtrecht auf über Köln vermittelte Vorbilder aus der Lombardei zurück. Es wurde von vielen Städten der Umgebung übernommen, z. B. von Korbach. Insgesamt war das Soester Stadtrecht Vorbild für 65 Städte im norddeutschen Raum.
Wichtiger aber war die Fernwirkung des Soester Stadtrechts: Die Übernahme durch das unter anderem von Soester Kaufleuten mitgegründete Lübeck brachte es mit sich, dass das Soester Stadtrecht, in modifizierter Form, als Lübisches Recht weithin in den Ostseeraum ausstrahlte. Eine weitere, wenn auch kleinere Stadtrechtsfamilie entwickelte sich aus der Verleihung des Soester Rechts an Lippstadt im 13. Jahrhundert als Lippisches Stadtrecht.

## Städte mit Soester Stadtrecht
- 1160 Lübeck
- 1188 Korbach
- 1200 Rüthen
- 1217 Geseke
- 1218 Warburg
- 1218 Rostock
- 1220 Lippstadt
- 1222 Attendorn
- 1303 Siegen
- 1311 Olpe

und ca. 60 weitere

## Belege
1. ↑  Literatur teilweise nach: https://geschichtsverein-soest.de/soest-und-seine-geschichte/literatur-zur-soester-geschichte/